# John Moffet (Politiker)
John Moffet (* 5. April 1831 im County Antrim, Vereinigtes Königreich; † 19. Juni 1884 in Philadelphia, Pennsylvania) war ein US-amerikanischer Politiker. Im Jahr 1869 vertrat er für einen Monat den Bundesstaat Pennsylvania im US-Repräsentantenhaus.

## Werdegang
Noch in seiner Jugend kam John Moffet mit seinen Eltern aus seiner nordirischen Heimat nach Philadelphia, wo er die öffentlichen Schulen besuchte. Nach einem anschließenden Medizinstudium an der University of Pennsylvania und seiner Zulassung als Arzt begann er ab 1853 in diesem Beruf zu arbeiten. Außerdem war er als Apotheker tätig. Politisch schloss er sich der Demokratischen Partei an.
Bei den Kongresswahlen des Jahres 1868 wurde Moffet im dritten Wahlbezirk von Pennsylvania in das US-Repräsentantenhaus in Washington, D.C. gewählt, wo er am 4. März 1869 die Nachfolge des Republikaners Leonard Myers antrat, den er bei der Wahl geschlagen hatte. Dieser legte aber gegen den Ausgang der Wahl Widerspruch ein. Als diesem entsprochen wurde, musste Moffet am 9. April desselben Jahres sein Mandat an Myers abtreten.
Nach dem Ende seiner kurzen Zeit im US-Repräsentantenhaus nahm John Moffet seine früheren Tätigkeiten als Arzt und Apotheker wieder auf. Er starb am 19. Juni 1884 in Philadelphia.